# Portrait de Guidobaldo Ier de Montefeltro
Le Portrait de Guidobaldo Ier de Montefeltro est une peinture à l'huile sur bois de 69 × 52 cm du peintre Raphaël conservée à la Galerie des Offices à Florence. Le tableau a été réalisé au cours de la période florentine de l'artiste.

## Histoire
Les origines de la peinture sont inconnues et l'identité du personnage est aussi incertaine.
Les hypothèses les plus accréditées lient ce travail aux commandes des Montefeltro et Della Rovere à Raphaël qui réalisa une série d'œuvres qui quittèrent Urbino pour Florence comme dot de Vittoria della Rovere (1625).
Aujourd'hui le tableau est exposé avec l'attribution à Raphaël comme son pendant le Portrait d'Elisabetta Gonzaga exposé dans la même galerie.
La première information mentionnant l'œuvre se trouve dans un inventaire de  1623 du palais ducal de Pesaro : « Quadri uno mezzano in tavola d'un ritratto del duca Guido sbarbato con zazzera et berretta in testa prete... disse di mano di Raffaello » .
Comme l'autre portrait, l'œuvre a été attribuée à différents artistes comme Francesco Francia (Brizio, Salvini) et Cesare Tamaroccio (Filippini), avant d'être finalement reconnue comme un travail de Raphaël.
Le tableau a peut-être été mentionné dans une lettre de Pietro Bembo au cardinal Bibbiena le 19 avril 1516, mais il est possible que l'expression  Duca nostro se réfère à Julien de Médicis.

## Description
Le personnage est représenté en  buste faisant face au spectateur soutenant son regard dans une attitude hautaine caractéristique d'un noble et puissant sujet dans le contexte d'une salle avec une fenêtre sur la droite ouverte sur le paysage lacustre et collinaire avec une route, un édifice et des forêts. Il porte un chapeau noir avec de grands bords relevés vers le haut, une chemise noire recouverte par une volumineuse casaque, décorée d'incrustations blanches.
La pose un peu archaïque (médiévale car de face) a fait douter quant à son attribution : le visage allongé, les longs cheveux châtain, les yeux légèrement proéminents, le nez droit, les lèvres fines pincées aristocratiquement, le menton possédant une légère fossette.

## Analyse
Les détails physiques même ceux esthétiquement imparfaits sont traités par l'artiste avec une objectivité raffinée qui ne porte pas atteinte à la dignité du personnage.
L'arrière-plan avec la fenêtre sur la droite est ouverte un paysage ombrien, avec des éléments typiques comme le petit lac, les collines se perdant au loin et quelques arbrisseaux, ainsi qu'une route, un édifice et des forêts.

## Sources
- (it) Cet article est partiellement ou en totalité issu de l’article de Wikipédia en italien intitulé « Ritratto di Guidobaldo da Montefeltro » (voir la liste des auteurs).